# Erik Kjersgaard
Erik Rudolf Kjersgaard (født 18. august 1931 i København, død 25. juni 1995 i Århus) var en dansk historiker og museumsdirektør. Erik Kjersgaard var i en lang årrække tilknyttet Nationalmuseet i forskellige stillinger, og var direktør i Den Gamle By i Aarhus fra 1982-95. Han er forfatter til en lang række værker om Danmark historie, men blev nok mest kendt for en række tv-udsendelser om samme emne.
Han var i perioden 1971-1995 gift med lærerinde Anita Elisabeth Behrendt og er far til Clement Behrendt Kjersgaard. Han tog i 1949 studentereksamen fra Efterslægtens Skole og blev i 1959 Mag.art. i historie. Erik Kjersgaard døde af kræft i 1995.

## Baggrund
- Tilknyttet Nationalmuseet (1955-61).
- Amanuensis ved Københavns Universitet (1961-62).
- Fast knyttet til Nationalmuseet (1962-78).
- Leder af Oplysningsafdelingen på Nationalmuseet (1976-78).
- Redaktør af Nationalmuseets Arbejdsmark gennem fem år.
- Direktør for Købstadmuseet i Den Gamle By i Aarhus (1982-95).
- Freelance-producer af mange udsendelser om kapitler i Danmarkshistorien for Danmarks Radio.

Da P.V. Glob gik af som rigsantikvar og direktør for Nationalmuseet deltog Kjersgaard aktivt i debatten, og det var ham, som i en kronik foreslog, at Olaf Olsen var den bedst egnede til embedet. 

## Priser
- Forfatterforeningens pris (1981).
- Søren Gyldendal Prisen (1982).
- Den Berlingske Fond (1983).
- Ole Haslunds Kunstnerfond.
- Modersmålprisen for sit smukke danske sprog (1984).

## Udvalgte artikler
- Helligkilde, Valfart og Kildemarked '
- Nøglen til Byen – museets ny logo.(artikel om Den Gamle By)
- Populær Rejseleder til vores Fortid.
- Krigsmænd fra havet (artikel om Hjortspringsbåden).
- Den sidste Oldtidspige. (artikel om Skrydstruppigen)
- Total historiker. (artikel om 60-årsdagen)
- Verden ifølge Erik Kjersgaard.
- De gode Konger og de Onde.
- Bægeret er fuldt. (artikel om Danmarks drikkevarer)
- Københavns Befæstning.
- Krigen var forbi – allerede i 1943.
- Kildevand, brøndvand, springvand og pumpevand
- Tran, gas og stenolie : om gadernes belysning i ældre tid
- Fra Christian den fjerde til computeren – Nordisk Teknologiår
- Markedsgade, markedsbod, gadebod
- Bastardsprog – Sproglige iagttagelser og erfaringer vedrørende TV
- Danmark er en go historie

uden sin kulturarv bliver mennesket et retningsløst væsen i tyranniets og manipulatorernes hænder
- Hele landets historiefortæller – Fjernsynsudsendelserne om Danmarks historie i 12 dele, fortalt af Erik Kjersgaard.
- 12 TV-timer for dem, der har glemt deres baggrund
- 'Da lyset gik ud i Korsbæk og Danmark – Livet under besættelsen
- Derfra min verden går – Danskhed
- Havet udspyede strømme af fremmede – Vikingerne

## TV-udsendelser
Har bl.a lavet denne serie for Danmarks Radio om Danmarks Historie:
- 1. Samfundet bliver til ( – 900).
- 2. -og gjorde danerne kristne. (900 – 1120).
- 3. Korset og sværdet. Højmiddelalder (1120 – 1340).
- 4. Hvad der blev aftalt i Kalmar. Unionstiden (1340 – 1523).
- 5. De Gyldne Kæder.-- Adelsvældet (1523 1625).
- 6. Mellem Djævlen og det Dybehav.--svenskekrigene (1625 – 1720).
- 7. Det er nødvendigt at sejle. --oversøisk handel.
- 8. Et lidet fattigt land. (1814 – 1850)
- 9. Snart dampdragen vil flyve. (1850 – 1900).
- 10. Det folkestyrede land.--det sejrende demokrati. (1900 – 1933).
- 11. Krise og krig. (1933 – 1945).
- 12. Danmarkshistorie.-- afslutning.

Serien kan ses på DRs Bonanza-arkiv Arkiveret 30. oktober 2020 hos  Wayback Machine

## Filmografi
- Røde Orm og Langskibet – 1964 (Teknisk rådgiver).
- Den røde kappe – 1967 (Historisk rådgiver)
- Prinsen af Jylland – 1994 (Manus/Historisk rådgiver)
- Alletiders Jul (Julekalender) TV 2 Danmark – 1994 (Rolle: Saxo)